# São Bento (Brazylia)
São Bento – miasto i gmina w Brazylii leżące w stanie Maranhão. Gmina zajmuje powierzchnię 468,892 km². Według danych szacunkowych w 2016 roku miasto liczyło 45 560 mieszkańców. Położone jest około 80 km na zachód od stolicy stanu, miasta São Luís, oraz około 1800 km na północ od Brasílii, stolicy kraju. 
W 2014 roku wśród mieszkańców gminy PKB per capita wynosił 4818,40 reais brazylijskich.